# 栗田隆子
栗田 隆子（くりた りゅうこ、1973年 - ）は、日本の著述家。フェミニズムや労働運動に携わってきた。

## 来歴
1973年、神奈川県鎌倉市に生まれる。中学時代に不登校になった友達がきっかけで修道院とかかわりを持ち、高校に入学すると今度は自身が不登校になってしまった。そうした中で祈りを始め、フェミニズムとも出会う。その後大阪大学大学院で哲学を学び、シモーヌ・ヴェイユを研究。修士課程は終えるが2002年に博士課程を中退した。当時は就職氷河期だったため、就職は困難を極めたが、8か月の期限付きの派遣職を得た。非常勤職や派遣社員などのかたわら、メールマガジンで労働問題などについて発信していたところ、雑誌『フリーターズフリー』創刊に声がかかり、労働運動に携わることとなった。なお、有限責任事業組合フリーターズフリーのメンバーは他に大澤信亮、杉田俊介、生田武志だった。その後2012年に有限責任事業組合としては解散し、任意団体へと移行。
2008年、「女性と貧困ネットワーク」呼びかけ人となり、2014年から2017年にかけて「働く女性の全国センター（ACW2）」代表を務めた。執筆も続けている中で2020年4月のコロナ禍、業務請負でしていた仕事を失い、うつ病も相まって、生活保護と障害者年金を申請するに至った。うつ療養もかねて執筆業に専念し、2022年には『呻きから始まる』を刊行した。

## 著書

### 単著
- 『ぼそぼそ声のフェミニズム』（作品社、2019年）
- 『呻きから始まる：祈りと行動に関する24の手紙』（新教出版社、2022年）
- 『ハマれないまま、生きてます：こどもとおとなのあいだ』（創元社〈あいだで考える〉、2024年）
- 『「働けない」をとことん考えてみた。』（平凡社、2025年）

### 共著
- （中西新太郎編）『1995年：未了の問題圏』雨宮処凛・中島岳志・湯浅誠・杉田俊介（大月書店、2008年）
- （フリーターズフリー編）『フェミニズムはだれのもの？：フリーターズフリー対談集』上野千鶴子・貴戸理恵・森岡正博ほか（人文書院、2010年）
- （水月昭道監修）『高学歴女子の貧困：女子は学歴で「幸せ」になれるか?』大理奈穂子・大野左紀子（光文社〈光文社新書〉、2014年）